# Marine Sulphur Queen
El SS Marine Sulphur Queen, anteriormente Esso New Haven, fue un petrolero T2 reconvertido para transportar azufre fundido. Es conocido por su desaparición en 1963 cerca de la costa sur de Florida, en la que murieron 39 tripulantes.
En la investigación, la Guardia Costera de los Estados Unidos determinó que el barco no era seguro ni apto para navegar y que nunca debió zarpar. El informe final sugirió cuatro causas del desastre, todas ellas debidas al mal diseño y mantenimiento del barco. La pérdida del barco fue objeto de un largo litigio entre el propietario y las familias de los desaparecidos.
A pesar de la clara causa del desastre y de que su última posición conocida fue frente a la costa de Florida, en el Golfo de México, a menudo se utiliza una versión inexacta e incompleta de la desaparición del barco para justificar las conspiraciones del Triángulo de las Bermudas.

## Hundimiento
El último viaje del barco comenzó el 2 de febrero de 1963 desde Beaumont, Texas, con un cargamento de azufre que pesaba 15.260 toneladas. El 4 de febrero, cerca de Florida, un tripulante envió un mensaje de radio ordinario, dando la posición del barco en 25°45′N 86°00′O / 25.750, -86.000, aproximadamente 200 millas al oeste de los Cayos de la Florida.
El Marine Sulphur Queen fue declarado desaparecido el 6 de febrero. Una búsqueda en el estrecho de Florida donde se creía que el barco se había hundido se suspendió después de 19 días, después de obtener salvavidas y algunos escombros, pero ningún rastro del barco o de los 39 hombres a bordo. En el momento de su posición el 4 de febrero, se encontraba en mares agitados, casi en popa, de 16 pies (4,9 m), con vientos del norte de 25-46 nudos en una tormenta de invierno.